# 托尼·富勒
安东尼·艾克·富勒（英語：Anthony Ike Fuller，1958年9月4日—），美国NBA联盟前职业篮球运动员。他在1980年的NBA选秀中第5轮第1顺位被底特律活塞选中。